# Charles Musonda
Charles Musonda   (Mufulira, 22 d'agost de 1969) és un exfutbolista zambià de la dècada de 1990.
Fou internacional amb la selecció de futbol de Zàmbia.
Pel que fa a clubs, destacà a Cercle Brugge i RSC Anderlecht.
És pare del futbolista Charles Musonda.